# Coupe de Belgique de football 2001-2002
La Coupe de Belgique 2001-2002 a vu la victoire du FC Bruges au Stade Roi Baudouin à Bruxelles.

## Finale
| Titulaires : |  |
| |  |
| GK Dany Verlinden · RB Hans Cornelis · CB Birger Maertens · CB Philippe Clement 24e · LB Peter van Der Heyden · DM Timmy Simons · RM Gaëtan Englebert · LM Sandy Martens 88e · RF Gert Verheyen · CF Rune Lange · LF Andrès Mendoza 90e · |  |
| Remplaçants : |  |
| MDC Tim Smolders 24e · MG Bratislav Ristić 88e · AG Josip Šimić 90e · |  |
| Entraîneur : |  |
| Trond Sollied |  |

| Titulaires : |  |
| |  |
| GK Franky Vandendriessche · RB Alexandre Teklak · CB Olivier Besengez · CB Michal Zewlakow · LB Marco Casto , 82e · DM Steve Dugardein · RM Koen De Vleeschauwer · OM Mbo Mpenza · LM Christophe Grégoire · CF Zoran Ban 57e · CF Marcin Zewlakow · |  |
| Remplaçants : |  |
| LM Jonathan Blondel 57e · |  |
| Entraîneur : |  |
| Hugo Broos |  |

| Titulaires : |  |
| |  |
| GK Dany Verlinden · RB Hans Cornelis · CB Birger Maertens · CB Philippe Clement 24e · LB Peter van Der Heyden · DM Timmy Simons · RM Gaëtan Englebert · LM Sandy Martens 88e · RF Gert Verheyen · CF Rune Lange · LF Andrès Mendoza 90e · |  |
| Remplaçants : |  |
| MDC Tim Smolders 24e · MG Bratislav Ristić 88e · AG Josip Šimić 90e · |  |
| Entraîneur : |  |
| Trond Sollied |  |

| Titulaires : |  |
| |  |
| GK Franky Vandendriessche · RB Alexandre Teklak · CB Olivier Besengez · CB Michal Zewlakow · LB Marco Casto , 82e · DM Steve Dugardein · RM Koen De Vleeschauwer · OM Mbo Mpenza · LM Christophe Grégoire · CF Zoran Ban 57e · CF Marcin Zewlakow · |  |
| Remplaçants : |  |
| LM Jonathan Blondel 57e · |  |
| Entraîneur : |  |
| Hugo Broos |  |